# Bothriechis nigroviridis
Espèce
Synonymes
- Bothrops nigroviridis (Peters, 1859)

Bothriechis nigroviridis est une espèce de serpents de la famille des Viperidae.

## Répartition
Cette espèce se rencontre jusqu'à 3 000 m d'altitude :
- au Mexique dans l’État du Chiapas ;
- au Nicaragua ;
- au Costa Rica ;
- au Panama ;
- au Guatemala.

Sa présence est incertaine au Honduras, au Salvador et au Belize.

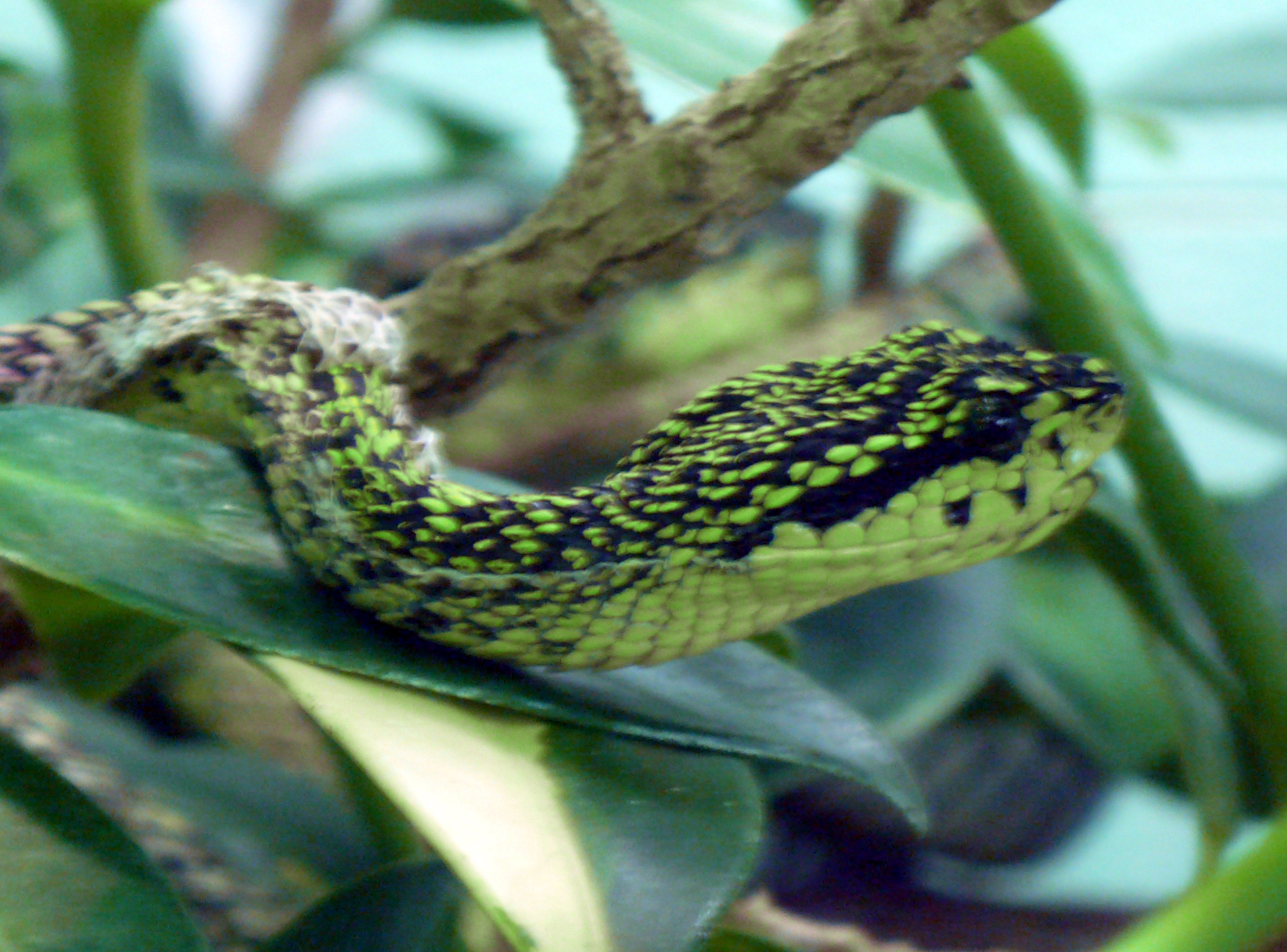

## Description
C'est un serpent venimeux. Les adultes font environ 60 cm, au maximum 80 cm. Leur queue est préhensile et ils s'en servent pour leurs déplacements dans les arbres. Ils sont vert clair tirant quelquefois sur le jaune avec des motifs noirs, plus denses sur le dos. Une ligne noire joint les yeux aux coins de la gueule. Les iris sont striés de noir, et la langue est également sombre.

## Étymologie
Le nom scientifique de cette espèce, nigroviridis, vient du latin nigro, noir, et de viridis, vert, en référence à ces deux couleurs qui composent les motifs du corps de ce serpent.

## Publication originale
- Peters, 1859 : Über die von Hrn. Dr. Hoffmann in Costa Rica gesammelten und an das Königl. Zoologische Museum gesandten Schlangen. Monatsbericht der Königlich-Preussischen Akademie der Wissenschaften zu Berlin, vol. 1859, p. 275-278 (texte intégral).